# Thierry Venant
Thierry Venant (* 28. Dezember 1960 in Linselles) ist ein französischer Bogenschütze.

## Leben
Venant, der für die Mannschaft Belfort startet, trat den Olympischen Spielen 1988 in Seoul an. Mit der Mannschaft konnte er Platz 10 erreichen; im Einzelbewerben wurde er 37.
Venant, der einen Weltrekord in der Halle hielt, ist heute als Funktionär für Bogenschießen tätig.